# Ulapes
Ulapes (se dice del nombre aborigen Sierras sin Faldas) es una localidad de la provincia de La Rioja (Argentina), cabecera del departamento General San Martín. Se encuentra en el km 96 de la Ruta Nacional 79. Es un poblado de los llanos riojanos que se encuentra a 247 kilómetros de la capital provincial y a 40 kilómetros del límite con la provincia de San Luis.

## Historia
La localidad fue fundada en 1697, mucho antes de que la provincia se conformara como tal. Esta fecha, sin embargo, fue instituida en 2008 por el Concejo Deliberante luego de realizar las investigaciones históricas respectivas.
En 1869, Ulapes (por entonces llamada Villa San Martín) ya contaba con una escuela dirigida por Benjamín Hurtado Barros y al año siguiente con una escuela provincial de mujeres. 

### Edificios históricos
Entre los edificios históricos de relevancia de la localidad, sobresalen la iglesia de Nuestra Señora del Valle, construida en 1929 y de estilo gótico y la iglesia de Nuestra Señora del Rosario de Ulapes. Esta última fue construida en dos oportunidades: a mediados del siglo XIX (de la que no quedan rastros) y luego en 1906. Sin embargo, en 1977, a raíz del Terremoto de Caucete, este templo quedó severamente afectado. Por ese motivo, se edificó una tercera iglesia de características y estilo similares.

#### Homenaje a Angelelli
Desde 2016, la localidad cuenta con un mural que homenajea a Monseñor Enrique Angelelli. La obra, realizada por el artista Rodolfo Carmona, consiste en 16 imágenes que destacan los hitos más sobresalientes en la vida del religioso, incluyendo su participación en la apertura de escuelas y sindicatos rurales en localidades riojanas como Famatina, Aminga y San Blas de los Sauces.

## Geografía

### Población
Cuenta con 3,205 habitantes (Indec, 2010), lo que representa un incremento del 18% frente a los 2,711 habitantes (Indec, 2001) del censo anterior.
| Gráfica de evolución demográfica de Ulapes entre 1991 y 2010 |
|                                                              |
| Fuente: Censos nacionales del INDEC                          |

### Distancias a capitales provinciales
- San Luis   192 kilómetros
- Córdoba  196 kilómetros

- San Juan   216 kilómetros

- La Rioja  247 kilómetros[7]

### Sismicidad
La sismicidad de la región de La Rioja es frecuente y de intensidad baja, y un silencio sísmico de terremotos medios a graves cada 30 años en áreas aleatorias. Sus últimas expresiones se produjeron:
- 12 de abril de 1899 (126 años), a las 16.10 UTC-3 con 6,4 Richter; como en toda localidad sísmica, aún con un silencio sísmico corto, se olvida la historia de otros movimientos sísmicos regionales (terremoto de La Rioja de 1899)
- 24 de octubre de 1957 (67 años), a las 22.07 UTC-3 con 6,0 Richter (terremoto de Villa Castelli de 1957): además de la gravedad física del fenómeno se unió el olvido de la población a estos eventos recurrentes
- 28 de mayo de 2002 (22 años), a las 0.03 UTC-3, con 6,0 escala Richter (terremoto de La Rioja de 2002)[8]

## Instituciones educativas y de salud
Ulapes cuenta con escuelas secundarias (2), jardines de infantes (2), colegios primarios (2), sala maternal, instituto de formación docente, bachillerato para adultos y desde 2011 la Universidad Nacional de La Rioja tiene una delegación académica en la que se pueden estudiar 4 carreras.
En la localidad también se encuentra el Hospital Diego Catalán.

## Parroquias de la Iglesia católica en Ulapes
| Diócesis  | La Rioja           |
| --------- | ------------------ |
| Parroquia | Virgen del Rosario |